# قلعة نارين كالا
قلعة نارين كالا هي قلعة قديمة تقع غرب مدينة دربند في داغستان. وهي مدرجة في قائمة اليونسكو التراث العالمي.

## الوصف
القلعة بشكلها غير منتظم تغطي مساحة قدرها 4.5 هكتار. جدرانها معززة ومحصنة بالأبراج الصغيرة الواقعة على مسافة 20-30 مترا بعضها عن البعض. في الركن الجنوبي الغربي من الحصن يقع برج مربع كبير، المخصص للدفاع. الجبال المرتفعة تلعب دور الحماية الإضافية من جهات الثلاث الباقية.
بقيت داخل القلعة الحمامات وخزانات المياه وأطلال المباني التي يمكن أن يثبت عودة تدشين القلعة إلى العصور القديمة. من بينها كنيسة عائدة إلى القرن الخامس، والتي تم تحويلها في وقت لاحق إلى معبد النار ومن ثم إلى مسجد.
يقع في القلعة مسجد الجمعة - الأقدم في روسيا، الذي أسس في القرن الثامن، والذي تعرض إلى التحديث لعدة مرات في العصور الوسطى. أمام المسجد تقع مدرسة دينية لأبناء المسلمين العائدة إلى القرن XV.
وكان في القلعة قصر الشاه التي بقيت إلى يومنا هذا ولكن في الأنقاض.
خلال الحرب الروسية الفارسية في عام 1796 تم الاستيلاء على القلعة من قبل القوات الروسية تحت قيادة زوبوف فاليريان.

## الصور

القلعة
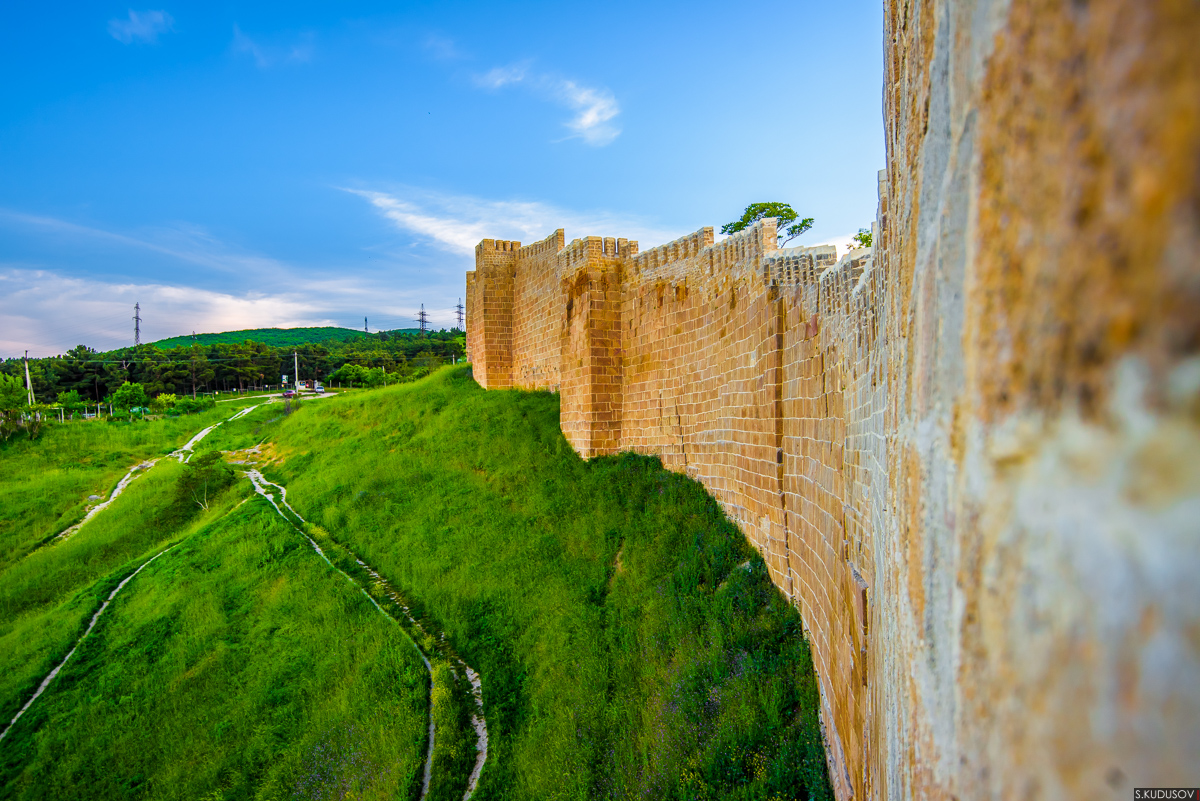
جدار القلعة
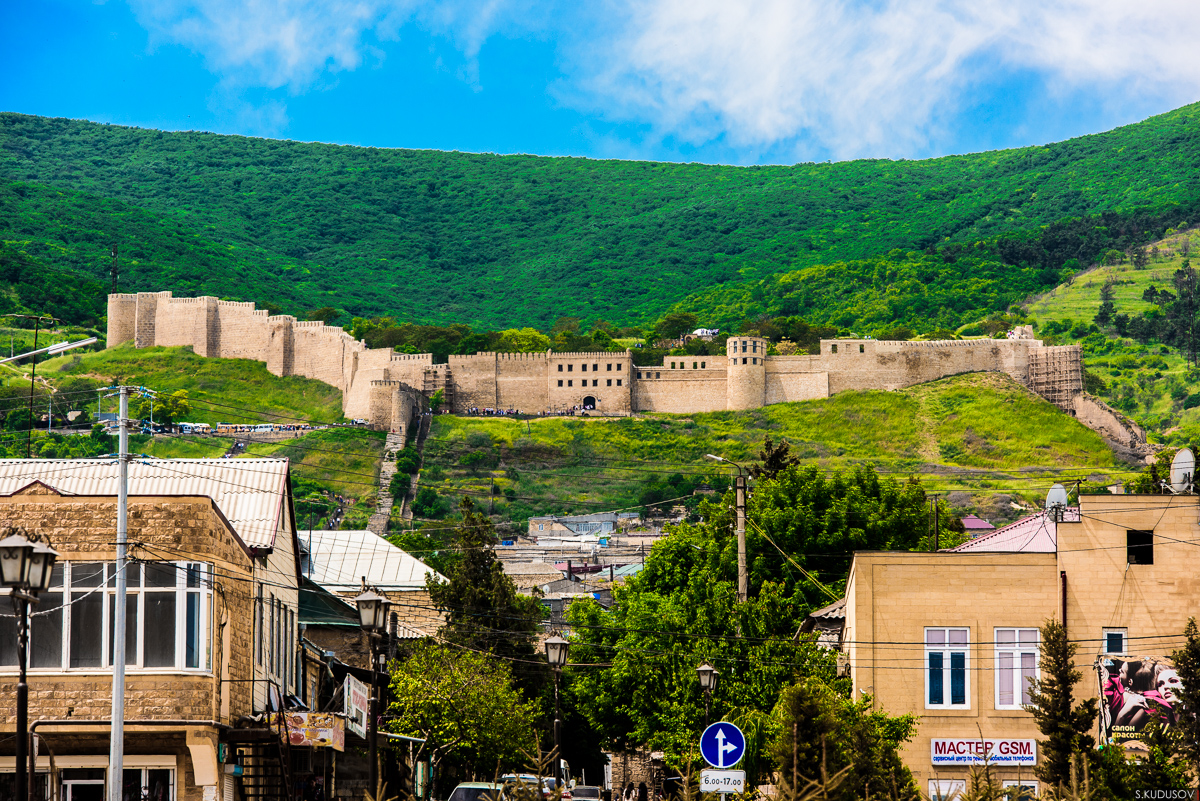
القلعة، منظر من المدينة
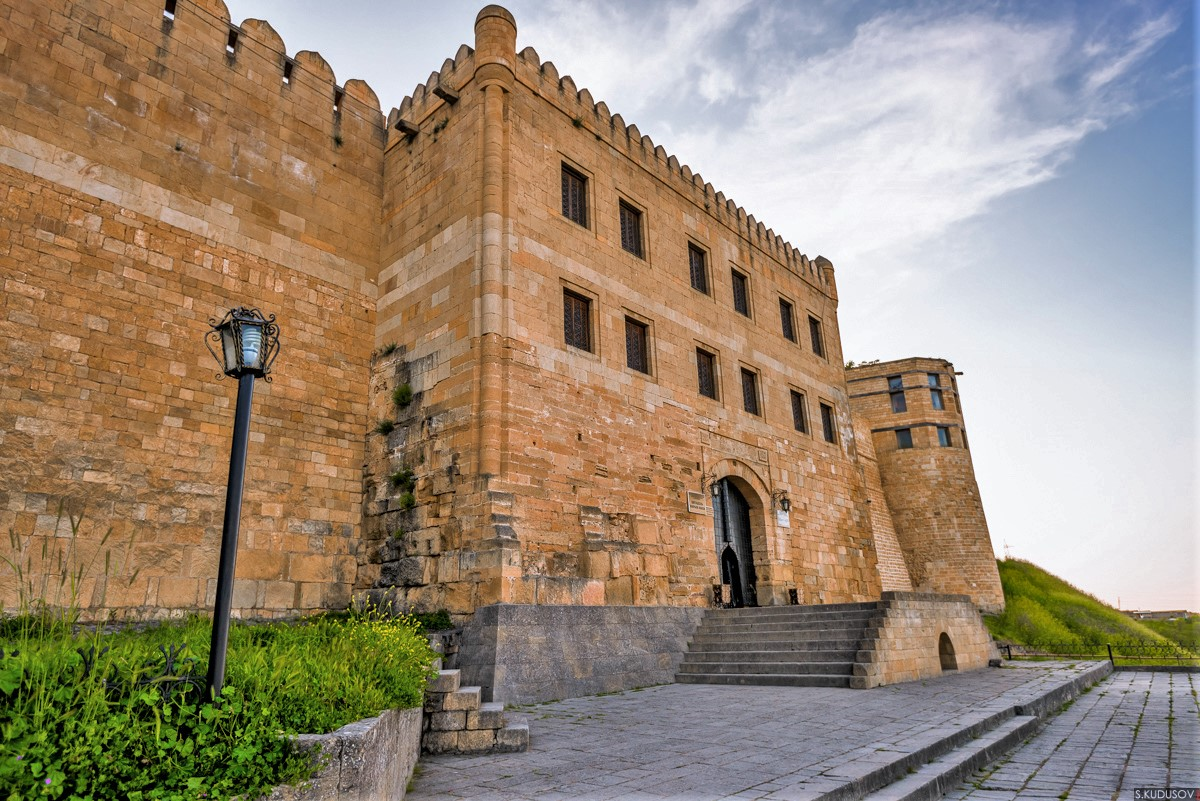
المدخل الرئيسي للقلعة